# High Roller (Valleyfair)
High Roller im Vergnügungspark Valleyfair! (Shakopee, Minnesota, USA) ist eine Holzachterbahn des Herstellers Rauenhorst Corporation, die 1976 als bisher einzige Achterbahn des Herstellers eröffnet wurde. Sie ist die älteste Achterbahn des Parks und besitzt ein Out-&-Back-Layout.
Die 908,9 m lange Strecke erreicht eine Höhe von 21,3 m und besitzt eine Höchstgeschwindigkeit von 80,5 km/h.

## Züge
High Roller besitzt zwei Züge von International Amusement Devices mit jeweils vier Wagen. In jedem Wagen können sechs Personen (drei Reihen à zwei Personen) Platz nehmen.